# فیلم‌شناسی پارک شین هه
پارک شین هه (کره‌ای: 박신혜؛ زادهٔ ۱۸ فوریه ۱۹۹۰) بازیگر و خواننده اهل کره جنوبی است.

## فیلم
| سال  | عنوان                     | نقش                | توضیحات      | منابع  |
| ---- | ------------------------- | ------------------ | ------------ | ------ |
| ۲۰۰۶ | لاو فوبیا                 | بیون جا            |              | [ ۱ ]  |
| ۲۰۰۷ | دوقلوهای شیطانی           | سو یون / هیو جین   |              | [ ۲ ]  |
| ۲۰۱۰ | آژانس سیرانو              | مین یونگ           |              | [ ۳ ]  |
| ۲۰۱۰ | روزهای سبز: دایناسور و من | اوه یی رانگ (صدا)  |              | [ ۴ ]  |
| ۲۰۱۲ | در انتظار جانگ جون هوان   | شین هه             | فیلم کوتاه   | [ ۵ ]  |
| ۲۰۱۳ | معجزه در سلول شماره ۷     | یه سونگ (بزرگسالی) |              | [ ۶ ]  |
| ۲۰۱۳ | یک روز عالی               | اون هی             | فیلم کوتاه   | [ ۷ ]  |
| ۲۰۱۴ | خیاط سلطنتی               | ملکه               |              | [ ۸ ]  |
| ۲۰۱۵ | زیبایی درون               | وو جین             | حضور افتخاری | [ ۹ ]  |
| ۲۰۱۶ | برادر مزاحم من            | لی سو هیون         |              | [ ۱۰ ] |
| ۲۰۱۷ | قلب تیره                  | چوی هی جونگ        |              | [ ۱۱ ] |
| ۲۰۲۰ | #زنده                     | کیم یو بین         |              | [ ۱۲ ] |
| ۲۰۲۰ | تماس                      | کیم سو یون         |              | [ ۱۳ ] |

## مجموعه تلویزیونی
| سال       | عنوان                                   | نقش                              | شبکه            | توضیحات                   | منابع         |
| --------- | --------------------------------------- | -------------------------------- | --------------- | ------------------------- | ------------- |
| ۲۰۰۳      | پلکانی به بهشت                          | هان جونگ سو (جوانی)              | اس‌بی‌اس          |                           | [ ۱۴ ]        |
| ۲۰۰۴      | بی‌وقفه ۴                                | شین هه                           | ام‌بی‌سی          | حضور افتخاری، قسمت ۷۳     |               |
| ۲۰۰۴      | اگر دوباره منتظر قطار بعدی باشید        | ران یی (جوانی)                   | کی‌بی‌اس۲         | دراما سیتی                | [ ۱۵ ]        |
| ۲۰۰۴      | تنها نه                                 | آن شین هه                        | اس‌بی‌اس          |                           | [ ۱۶ ]        |
| ۲۰۰۴      | کریسمس بسیار مبارک                      | شی اون                           | ام‌بی‌سی          | درام ویژه                 | [ ۱۷ ]        |
| ۲۰۰۵      | پدر جدید بیست و نه ساله است             | سونگ ده این                      | کی‌بی‌اس۲         | درام ویژه                 | [ ۱۸ ]        |
| ۲۰۰۵      | کیوت یا دیوانه                          | پارک شین هه                      | اس‌بی‌اس          |                           | [ ۱۹ ]        |
| ۲۰۰۵      | یک روز خوب                              | هی کیونگ                         | ام‌بی‌سی          | درام ویژه                 | [ ۲۰ ]        |
| ۲۰۰۵      | بابا لنگ دراز                           | سو کیونگ                         | کی‌بی‌اس۲         | درام ویژه                 | [ ۲۱ ]        |
| ۲۰۰۶      | سئول ۱۹۴۵                               | چوی گوم هی                       | کی‌بی‌اس۲         | حضور افتخاری، قسمت ۲ تا ۴ | [ ۲۲ ]        |
| ۲۰۰۶      | درخت بهشتی                              | ها نا                            | اس‌بی‌اس          |                           | [ ۲۳ ]        |
| ۲۰۰۶      | عشق رنگین‌کمانی                          | شین هه                           | ام‌بی‌سی          | حضور افتخاری، قسمت ۱۱۷    | [ ۲۴ ]        |
| ۲۰۰۷      | روزگار شاهزاده                          | شین سه ریونگ                     | ام‌بی‌سی          |                           | [ ۲۵ ]        |
| ۲۰۰۷      | چندین سؤال که ما را شاد می‌کنند          | هیون جی                          | کی‌بی‌اس۲         | قسمت: خانواده             | [ ۲۶ ]        |
| ۲۰۰۷      | کیمچی تربچه مکعب                        | جانگ سا یا                       | ام‌بی‌سی          |                           | [ ۲۷ ]        |
| ۲۰۰۸      | بی‌چون‌مو                                 | آ لی شویی (آریسو)                | اس‌بی‌اس          |                           | [ ۲۸ ]        |
| ۲۰۰۹      | تو زیبایی                               | گو می نام / گو می نیو            | اس‌بی‌اس          |                           | [ ۲۹ ] [ ۳۰ ] |
| ۲۰۱۰      | دوست‌دختر من یک گومیهو است               | گو می نیو                        | اس‌بی‌اس          | حضور افتخاری، قسمت ۶      | [ ۳۱ ]        |
| ۲۰۱۰      | ضربه عالی روی پشت بام                   | آیندهٔ هه‌ری                       | ام‌بی‌سی          | حضور افتخاری، قسمت ۱۱۹    | [ ۳۲ ]        |
| ۲۰۱۱      | ضربان قلب                               | لی گیو وون                       | ام‌بی‌سی          |                           | [ ۳۳ ]        |
| ۲۰۱۱      | هایاته خدمتکار مبارز                    | شیائو ژی / سان‌چیان‌یوآن ژی        | اف‌تی‌وی          | درام تایوانی              | [ ۳۴ ]        |
| ۲۰۱۲      | درامای ویژه کی‌بی‌اس: نگران نباش، من روحم | یون هوا                          | کی‌بی‌اس۲         | درام ویژه                 | [ ۳۵ ]        |
| ۲۰۱۲      | پادشاه درام‌ها                           | بازیگر نقش اول زن انتقام برازنده | اس‌بی‌اس          | حضور افتخاری، قسمت ۱      | [ ۳۶ ]        |
| ۲۰۱۳      | گل پسر همسایه                           | گو دوک می                        | تی‌وی‌ان          |                           | [ ۳۷ ]        |
| ۲۰۱۳      | پسران شگفت‌انگیز                         | گو می نیو                        | اف‌تی‌وی / جی‌تی‌وی | حضور افتخاری، قسمت ۱      | [ ۳۸ ]        |
| ۲۰۱۳      | وارثان                                  | چا اون سانگ                      | اس‌بی‌اس          |                           | [ ۳۹ ]        |
| ۲۰۱۴–۲۰۱۵ | پینوکیو                                 | چوی این‌ها                        | اس‌بی‌اس          |                           | [ ۴۰ ]        |
| ۲۰۱۶      | هنرمندان                                | دستیار مدیر پارک                 | اس‌بی‌اس          | حضور افتخاری، قسمت ۳      | [ ۴۱ ]        |
| ۲۰۱۶      | شب پرستاره گوهو                         | صندوق‌دار فروشگاه                 | سوهو / اس‌بی‌اس   | حضور افتخاری، قسمت ۸      | [ ۴۲ ]        |
| ۲۰۱۶      | پزشکان                                  | دکتر یو هه جونگ                  | اس‌بی‌اس          |                           | [ ۴۳ ]        |
| ۲۰۱۷      | دمای عشق                                | یو هه جونگ                       | اس‌بی‌اس          | حضور افتخاری، قسمت ۲۱     | [ ۴۴ ]        |
| ۲۰۱۸–۲۰۱۹ | خاطرات الحمرا                           | جونگ هی جو / اما                 | تی‌وی‌ان          |                           | [ ۴۵ ]        |
| ۲۰۲۱      | افسانه سیزیف                            | کانگ سو هه                       | جی‌تی‌بی‌سی        |                           |               |
| ۲۰۲۴      | دکتر اسلامپ                             | نام ها نول                       | جی‌تی‌بی‌سی        |                           | [ ۴۶ ]        |
| ۲۰۲۴      | قاضی جهنمی                              | کانگ بیت نا /الهه عدالت          | اس بی اس        | نقش اصلی                  |               |

## نامه تلویزیونی
| سال  | عنوان               | شبکه          | توضیحات                              | منابع  |
| ---- | ------------------- | ------------- | ------------------------------------ | ------ |
| ۲۰۱۲ | موسیقی و متن ترانه  | ام‌بی‌سی میوزیک | عضو گروه بازیگران به همراه یو گون    | [ ۴۷ ] |
| ۲۰۱۸ | کلبه‌ای کوچک در جنگل | تی‌وی‌ان        | عضو گروه بازیگران به همراه سو جی سوب | [ ۴۸ ] |

## مستند
| سال  | عنوان                                                    | شبکه        | توضیحات            | منابع  |
| ---- | -------------------------------------------------------- | ----------- | ------------------ | ------ |
| ۲۰۰۹ | It City Park Shin Hye in New Caledonia: Take It Paradise | اولایو تی‌وی |                    | [ ۴۹ ] |
| ۲۰۱۱ | استاپ هانگر                                              | ام‌بی‌سی      | خیریه در غنا       |        |
| ۲۰۱۲ | It City Park Shin Hye Healing Trip to Hong Kong          | اولایو تی‌وی |                    | [ ۵۰ ] |
| ۲۰۱۳ | فوتو کمپینگ لاگ                                          | آن‌استایل    | همراه پارک سه یونگ | [ ۵۱ ] |
| ۲۰۲۰ | هیومَنیمِل                                                 | ام‌بی‌سی      |                    | [ ۵۲ ] |

## میزبان
| سال       | عنوان                 | شبکه         | توضیحات                          | منابع  |
| --------- | --------------------- | ------------ | -------------------------------- | ------ |
| ۲۰۰۷–۲۰۰۸ | شریک عالی             | ام‌بی‌سی       |                                  | [ ۵۳ ] |
| ۲۰۰۹      | جوایز موسیقی ملون     | —            | همراه جانگ گیون سوک              | [ ۵۴ ] |
| ۲۰۰۹      | اس‌بی‌اس گایو دجون      | اس‌بی‌اس       | همراه جونگ یونگ-هوا و کیم هی-چول | [ ۵۵ ] |
| ۲۰۱۱      | کنسرت رؤیایی هالیو    | —            | همراه اوک تک-یون و چوی مین هو    | [ ۵۶ ] |
| ۲۰۱۱      | جوایز موسیقی ملون     | ام‌بی‌سی اوری۱ | همراه لیتوک و یون دو جون         | [ ۵۷ ] |
| ۲۰۱۲      | کی‌پاپ کالکشن اوکیناوا | —            | همراه لی سونگ-گی                 | [ ۵۸ ] |
| ۲۰۱۴      | جوایز درامای اس‌بی‌اس   | اس‌بی‌اس       | همراه لی هوی جائه و پارک سو-جون  | [ ۵۹ ] |

## موزیک ویدئو
| سال  | نام آهنگ                                | هنرمند                                 | توضیحات | منابع  |
| ---- | --------------------------------------- | -------------------------------------- | ------- | ------ |
| ۲۰۰۳ | «گل» (Flower)                           | لی سونگ هوان                           |         | [ ۱۴ ] |
| ۲۰۰۴ | «از خودم می‌پرسم» (I Ask Myself)         | لی سونگ هوان                           |         |        |
| ۲۰۰۴ | «آهنگ عشق دروغین» (Fake Love Song)      | لی سونگ هوان                           |         |        |
| ۲۰۰۶ | «نامه» (Letter)                         | کیم جونگ کوک                           |         | [ ۶۰ ] |
| ۲۰۰۸ | «Saechimtteki»                          | ۴۵آرپی‌ام                               |         | [ ۶۱ ] |
| ۲۰۰۹ | «بهم زنگ بزن» (Call Me)                 | ته‌گون                                  |         | [ ۶۲ ] |
| ۲۰۰۹ | «سوپر استار» (Super Star)               | ته‌گون                                  |         | [ ۶۳ ] |
| ۲۰۱۲ | «تنها در عشق» (Alone in Love)           | لی سونگ-گی                             |         | [ ۶۴ ] |
| ۲۰۱۲ | «ما دوست نیستیم؟» (Aren’t We Friends)   | لی سونگ-گی                             |         | [ ۶۵ ] |
| ۲۰۱۳ | «پاک‌کن» (Eraser)                        | سو جی سوب                              |         | [ ۶۶ ] |
| ۲۰۱۴ | «عزیز من» (My Dear)                     | خودش                                   |         | [ ۶۷ ] |
| ۲۰۱۴ | «تو خیلی زیبایی» (You Are So Beautiful) | خودش به همراه سوپر جونیور، اکسو و غیره |         | [ ۶۸ ] |
| ۲۰۱۵ | «بی‌حس» (Insensible)                     | لی هونگ-کی                             |         | [ ۶۹ ] |
| ۲۰۱۷ | «آرزو» (Wish)                           | جونگ جون ایل                           |         | [ ۷۰ ] |
| ۲۰۲۱ | «자유비행»                              | Dvwn                                   |         | [ ۷۱ ] |